# Haemaphysalis vietnamensis
Haemaphysalis vietnamensis este o specie de căpușe din genul Haemaphysalis, familia Ixodidae, descrisă de Harry Hoogstraal și Wilson în anul 1966. Conform Catalogue of Life specia Haemaphysalis vietnamensis nu are subspecii cunoscute.